# Municipio de Palmyra (condado de Wayne)
El municipio de Palmyra (en inglés: Palmyra Township) es un municipio ubicado en el condado de Wayne en el estado estadounidense de Pensilvania. En el año 2000 tenía una población de 1,127 habitantes y una densidad poblacional de 27 personas por km².

## Geografía
El municipio de Palmyra se encuentra ubicado en las coordenadas 41°29′00″N 75°10′59″O / 41.48333, -75.18306.

## Demografía
Según la Oficina del Censo en 2000 los ingresos medios por hogar en la localidad eran de $35,000 y los ingresos medios por familia eran $40,781. Los hombres tenían unos ingresos medios de $30,938 frente a los $25,284 para las mujeres. La renta per cápita para la localidad era de $19,359. Alrededor del 11,1% de la población estaban por debajo del umbral de pobreza.